# محاصره کوجینیاما
محاصره کوجین‌یاما (انگلیسی: Siege of Kojinyama) در سال ۱۵۴۴ تاکدا شینگن به تهاجم خود به دره ایما ولایت شینانو ادامه داد و قلعه کوجینیاما را از خاندان توزاوا گرفت.